# La fama del tartanero
La fama del tartanero es una zarzuela en 2 actos, con música de Jacinto Guerrero y libreto de Luis Manzano. Se estrenó en 1931 en el Teatro Lope de Vega (Valladolid).

## Personajes
- Juan Leon (el tartanero)
- Currillo (novio de Blanca)
- Blanca (hija del  tartanero)
- Venancio (mozo rústico)
- Felisa (moza rústica)
- Tio Latines (el sabio local)
- Capitán Aguilar

## Argumento
La acción se desarrolla en la aldea de Vejer en 1811, en plena Guerra de la Independencia.

### Acto 1
Juan Leon, el tartanero, está loco por una chica mucho más joven que él, Blanca, sin saber que es su propia hija.
Blanca tiene de novio a Currillo, pero es deseada por el capitán Aguilar, un hombre casado.
Juan Leon se entera de que el capitán pretende secuestrar a Blanca, así que se adelanta, raptandola él y dejando al capitán encerrado.

### Acto 2
Ha pasado el tiempo y las tropas francesas retienen a la esposa e hijos del capitán Aguilar. Juan se ha enterado por fin de que Blanca es su hija y que está enamorada de Currillo. El tartanero hace un pacto con el capitán para que libere a Currillo y él libra de los franceses a su esposa. Al final todos admiran al tartanero por su valor.